# Miloš Krno
Miloš Krno (25. července 1922 Bratislava – 21. července 2007 Bratislava) byl slovenský spisovatel, překladatel a publicista, otec politologa Svetozára Krna a publicisty Martina Krna. Docházel na gymnázium v Kežmarku (1933–1941) a poté studoval na Právnické fakultě Univerzity Komenského v Bratislavě (1941–1946). V letech 1946 až 1953 působil na československém velvyslanectví v Moskvě a v letech 1954 až 1964 byl poslancem Slovenské národní rady. Začínal jako básník (Šialené predstavenie, 1944), později se věnoval převážně próze. Vydal přes třicet knih. Poslední z nich vyšla pod názvem Ak je na zemi raj v roce 2002 v rámci edice Hory, diaľavy, kterou připravuje jeho syn Svetozár. Je spoluautorem scénářů k filmům Zajtra bude neskoro (1972) a Slnko vychádza nad Prašivou (1976). Jeho knihy byly předlohou filmům Vrátim sa živý (1962) a Cnostný Metod (1979). Zemřel v roce 2007 několik dnů před svými 85. narozeninami. Jeho manželkou byla překladatelka Viera Krnová.

## Dílo

### Poezie
- Šialené predstavenie (1944)
- Dym a slnce (1945)
- Ľady sa ma dotýkali (1948)
- V búrke (1949)
- Na stráži mieru (1951)
- Tisíc neviditeľných krídel (1972)
- Básne (1976)

### Romány a novely
- Dve cesty (1953)
- Vrátim sa živý (1958)
- Ranný vietor (1961)
- Jastrabia Poľana (1963)
- Výstrel sa vracia (1965)
- Ťažká hodina (1965)
- A kto ma to čaká? (1968)
- Kým dohorela cigareta (1968)
- Hra so smrťou (1971)
- Lavína (1974)
- Hory čierne (1974)
- Míľový krok (1977)
- Cnostný Metod (1978)
- Modrooká zem (1980)
- Za závejmi záveje (1981)
- Hory, rieky, ľudia (1984)
- Udatný Radúz (1984)
- Statočný Celo (1985)
- Republika (1987)

### Sbírky povídek a kratších novel
- Viadukt (1946)
- Živiteľka (1960)
- Sen o belasom jazere (1981)
- Hory čierne a iné novely (1982)

### Pro děti
- Zbojník Šíp (1964)
- Lišiak Šibal (1966)
- Meteor do daru (1973)

### Ostatní
- Chlapec v matrózkach (1961)
- Ak je na zemi raj (2002)

### Antologie a sborníky
- SSSR v československé poesii (1950)
- Kam viedla Slovensko politika Slovenského štátu v rokoch 1939-45? – Naše stanovisko (1997)

### Překlady
- Deviata vlna (Ilja Grigorjevič Erenburg, 1953–1954; dva svazky)
- Šum orlích kriel (Avetik Isahakjan, 1960)
- Štít a meč (Vadim Koževnikov, 1967)
- Odpadlík (Vladimír Germanovič Lidin, 1967)
- Nástraha (Jevgenij Ivanovič Rjabčikov, 1968)
- Moja ruža (Nikolaus Lenau, 1970)
- Zrkadlo – bájky (Sergej Vladimirovič Michalkov, 1971)
- Jazdec na drevenom koni (Moris Pocchišvili, 1972)
- Posledná láska (Fjodor Ivanovič Ťutčev, 1972)
- Mladý partizán (Alexej Sadilenko, 1972)
- Vzdušné mesto (Afanasij Fet, 1973)
- Okrídlený kôň (Nikoloz Baratašvili, 1974)
- Hviezda (Jevgenij Abramovič Baratynskij, 1975)
- Búrka (Ilja Grigorjevič Erenburg, 1977; dva svazky)
- Tichý Don (Michail Alexandrovič Šolochov, 1978; dva svazky)
- Junák v tigrej koži (Šota Rustaveli, 1980)
- Tri orechy (Grigol Abašidze, 1981)
- Klopanie (Moris Pocchišvili, 1982)
- Bohatier Ňurgun Bootur (starý jakutský epos, 1984)